# Irena Varga
Irena Varga, slovenska igralka; * 23. maj 1960, Lendava.
Rodila se je v Lendavi, gimnazijo pa obiskovala v Murski Soboti. Kasneje se je vpisala na študij dramske igre na Akademiji za gledališče, radio, film in televizijo Univerze v Ljubljani, kjer je let 1984 diplomirala. V času študija je sodelovala s Slovenskim mladinskim gledališčem, v sezoni 1983/1984 pa je postala članica igralskega ansambla Drame Slovenskega narodnega gledališča Maribor.
Govori tudi madžarsko.

## Nagrade
- Borštnikova nagrada umetniškemu kolektivu uprizoritve Ljudožerci, 2017
- Posebno priznanje celotni zasedbi uprizoritve Večno mladi - 40. festival Dnevi satire Fadila Hadžića, Satiričko kazalište Kerempuh, Zagreb, 2016
- Glazerjeva listina za dosežke na področju kulture, 2008
- Nagrada za vloge Reke, Starke, Princeske, Snežne sove in Laponke v uprizoritvi Snežna kraljica – festival Zlata paličica, 2005
- Priznanje župana Občine Lendava za dosežke na področju kulture, 2005
- Žlahtna komedijantka za vlogo Mare v uprizoritvi Maister in Marjeta, Dnevi komedije, 1999
- Priznanje Združenja dramskih umetnikov Slovenije za umetniške dosežke v letu 1998
- Linhartova listina za pedagoško delo na področju gledališkega in lutkovnega ljubiteljstva, 1991
- Nagrada Sklada Staneta Severja za najboljšo igralsko stvaritev študenta gledališke umetnosti, 1983